# Heinrich Planck
Heinrich M. F. Planck (* 4. November 1947 in Rottenburg am Neckar) ist ein deutscher Wissenschaftler im Bereich der faserbasierten Werkstoffe und deren vielfältigen Anwendungen. Er war Ordinarius für Textiltechnik an der Universität Stuttgart und leitete bis zum 31. März 2013 das Institut für Textil- und Verfahrenstechnik Denkendorf der Deutschen Institute für Textil- und Faserforschung in Denkendorf.

## Leben
Planck studierte allgemeinen Maschinenbau  mit der Vertiefung Textiltechnik/Textilmaschinenbau und Feinwerktechnik an der Universität Stuttgart. Bereits im Rahmen seiner Diplomarbeit beschäftigte er sich am Institut für Textiltechnik in Reutlingen (Vorgängerinstitution des heutigen Instituts für Textil- und Verfahrenstechnik Denkendorf (ITV Denkendorf)) mit textilen Implantaten insbesondere als Blutgefäßersatz. Dabei verfolgte er bionische Prinzipien durch Umsetzung physiologischer Erkenntnisse, dass bei Blutgefäßen vor einer Verzweigung der Strömungsquerschnitt reduziert ist, um eine erhöhte Strömungsgeschwindigkeit im Verzweigungsbereich zu erreichen. So können Ablagerungen in diesem kritischen Bereich vermieden werden. Im Rahmen seiner Dissertation widmete er sich dann an der Universität Stuttgart mit dem kleinlumigen Gefäßersatz (Durchmesser < 6 mm) einem besonders kritischen Bereich, da hier Ablagerungen an der Innenoberfläche zum Verschluss des Gefäßes führen. Es gelang ihm ein neues Verfahren zur Herstellung von Mikrofaservliesstoffen zu entwickeln, das als patentiertes Verfahren Einzug in die Medizintechnik-Industrie hielt.

### Wissenschaftliche Karriere
Planck promovierte 1980 an der Universität Stuttgart zum Dr.-Ing. im Fachgebiet Verfahrenstechnik/Medizintechnik. Im Rahmen seiner anschließenden Tätigkeit als Wissenschaftlicher Mitarbeiter am ITV Denkendorf baute Planck den Bereich Biomedizintechnik zu einer der größten Forschungsgruppen im Bereich der biologisch abbaubaren Biomaterialforschung weltweit aus. Unter seiner Leitung forschten und entwickelten Chemiker, Verfahrenstechniker, Maschinenbauer und Biologen entsprechende Materialien und Werkstoffe interdisziplinär. Die Entwicklungen werden in der Industrie zur Herstellung von neuartigen Implantatsystemen verwendet. Maßgeschneiderte resorbierbare, biokompatible, biologisch abbaubare Polymere werden entwickelt und daraus Implantatmaterialien hergestellt. Bereits in den 1980er Jahren befasste sich Planck mit der Biologisierung von Implantatsystemen mit Hilfe der Biotechnologie. Er entwickelte Verfahren zur in-vitro-Kultivierung von lebenden Zellen als textilen Substraten z. B. für den Blutgefäßersatz. Ein Bioreaktor bietet dabei den Zellkulturen unter sterilen Bedingungen notwendige Voraussetzungen zum Zellwachstum. Heute werden dort Materialien und Strukturen für die Regenerationsmedizin entwickelt, die als temporärer Hautersatz zur Behandlung von tiefgradigen Brandwunden, als Nervenleitschiene zur Regeneration durchtrennter Nerven oder als temporärer Leberersatz dienen.
Planck engagierte sich seit 1990 in der Lehre der Universität Stuttgart. 1996 erfolgte die Bestellung zum Honorarprofessor im Fachgebiet Biomedizinische Verfahrenstechnik durch die Universität Stuttgart.
Ab 1996 bauten Planck und seine Mitarbeiter das Kompetenzzentrum Deutsches Zentrum für Biomaterial und Organersatz zusammen mit der Industrie und medizinischen Einrichtungen der Universität Tübingen auf. 1998 wurde er auf den Lehrstuhl der Textiltechnik der Universität Stuttgart und gleichzeitig als Direktor des Instituts für Textil- und Verfahrenstechnik Denkendorf berufen. Dort lehrte er bis März 2013 als Modulverantwortlicher Textiltechnik, Medizinische Verfahrenstechnik wie auch Faserverbundtechnik in Bachelor- und Masterstudiengängen.
2001 erfolgte die Ausgründung der ITV Denkendorf Produktservice GmbH aus dem ITV, um der Industrie zahlreiche Hilfeleistungen bis hin zur Produktion von Medizinvorprodukten zu ermöglichen. Planck war bis März 2013 der alleinige Geschäftsführer dieser Gesellschaft mit über 60 Mitarbeitern.
Ab 2002 entwickelte Planck ein interuniversitäres Zentrum  für medizinische Technologie zwischen den Universitäten Stuttgart und Tübingen, das ab 2005 umgesetzt und von ihm zusammen mit einem Kollegen aus Tübingen bis 2009 geleitet wurde. Aus diesem Zentrum heraus ist ein universitätsübergreifender Studiengang Biomedical Engineering als Bachelor- und Masterstudiengang entstanden.
Das Institut wurde unter seiner Leitung mit heute über 200 Mitarbeitern zum größten Textilforschungsinstitut in Europa ausgebaut, das heute die gesamte textile Produktionskette abdeckt. Die Anwendungsbereiche Technische Textilien für die Sicherheitstechnik, Medizintechnik, Leichtbau/Faserverbundtechnik für Umwelttechnik, Architektur, Fahrzeuge, Luft- und Raumfahrt wurden systematisch erweitert und grundlegende Entwicklungen durchgeführt. Neue Anwendungsfelder faserbasierter Werkstoffe in Kombination z. B. mit Elektronik wurden als textilintegrierte Sensorsysteme  zur Überwachung von Vitalparametern von kranken oder pflegebedürftigen Personen, aber auch von besonders gefährdeten Personen z. B. beim Feuerwehreinsatz entwickelt.
Heute ist Planck Geschäftsführer der Fa. Polymedics Innovations GmbH (PMI) in Denkendorf, die sich mit der Entwicklung und Herstellung von innovativen Medizinprodukten, so z. B. mit einer „künstlichen Haut“ zur Behandlung von schweren Verbrennungen oder schwerheilenden Wunden befasst und diese weltweit vermarktet. Entwickelt werden auch Materialien für die Behandlung von Verletzungen an anderen Organen.

## Mitgliedschaften und Vorstand
- Vorsitzender der Deutschen Gesellschaft für Biomaterialien (DGBM) e.V. (1998–2001)
- Stellv. Vorsitzender der Deutschen Gesellschaft für Biomaterialien e.V. (2001–2003)
- Mitglied des Vorstandes der DGBM (2003 bis 2005)
- Mitglied des Councils der European Society for Biomaterials (1999–2004)
- Organisator und Tagungspräsident der Jahrestagung der Europ. Soc. For Biomaterials 2003 in Stuttgart
- Wiss. Beirat TechTextil / Avantex der Messe Frankfurt (bis 2013)
- Member of the Board Textranet (Europ. Vereinigung der Textilforschungsinstitute) (1998–2009)
- Mitglied Gesundheitsforum der Landesregierung von Baden-Württemberg
- Mitglied des Gutachterkreises des Arbeitskreises für Klinische Forschung der Universität Tübingen (2004–2009)
- Sondergutachter der DFG, AiF, BMBF (bis 2013)
- Vorsitzender des Trägervereins des Kompetenzzentrum Biomaterialien: Deutsches Zentrum für Biomaterialien und Organersatz e.V. Denkendorf (1996–2011)
- Vorsitzender des Fördervereins zur Unterstützung von Forschung und Lehre der Textiltechnik / Textilmaschinenbau e.V.  Denkendorf (bis 2014)
- stellvertr. Vorsitzender Allianz Faserbasierter Werkstoffe e.V. (AFBW e.V.) seit 2009
- Vorsitzender Förderkreis hautverträglicher Textilien e.V. (FKT e.V.)
- Mitglied des Vorstandes folgender Organisationen:
- - Förderverein zur Unterstützung der Biotechnologie und Medizintechnik Stuttgart / Tübingen / Neckar-Alb e.V. (bis 2021)
- - Leichtbauzentrum Baden-Württemberg e.V.(bis 2018)
- Mitglied in weiteren nationalen und internationalen Fachgesellschaften

## Soziales Engagement
Planck beteiligte sich an einer Bürgerinitiative zur Erhaltung des Inselbades in seiner Heimatgemeinde Nürtingen-Zizishausen. Er wurde Vorstand eines Fördervereins, der das Bad durch ein direktes Bürgerengagement erhalten konnte. Dieses Bad ist heute Schulschwimmbad für die Schulen der Stadt Nürtingen und wird durch Beteiligung des Fördervereins auch der Öffentlichkeit zugänglich gemacht. Planck wurde nach seinem Rücktritt als Vorsitzender zum Ehrenvorsitzenden des Fördervereins gewählt.
Planck ist seit 1994 Mitglied von Rotary, bis 2011 Mitglied des Rotary Clubs Esslingen-Filder. Er begleitete dort verschiedene Dienste, war im Jahr 2001/2002 dessen Präsident. Er war Gründungspräsident des Rotary-Clubs Stuttgart-Filder im Jahre 2011.
Seit 2011 Mitglied im Vorstand der Rotary-Stiftung Stuttgart e.V.
Vorsitzender der Regina-Zahrnt-Stiftung e.V. zur Unterstützung von bedürftigen Kindern und Jugendlichen.

## Auszeichnungen und Preise
Planck erhielt für seine wissenschaftlichen Arbeiten verschiedene nationale und internationale Preise und Auszeichnungen: 1987 Erster Preisträger der Dr.-Bernd-Braun-Stiftung der Universität Stuttgart, 2000, 2005, 2007, 2009 und 2011 den renommierten Innovationspreis der TechTextil der Messe Frankfurt, 2005 wurde Planck zum Fellow der Internationalen Society For Biomaterials ernannt, 2010 erhielt er für sein Lebenswerk den Georg-Winter-Award der Europäischen Gesellschaft für Biomaterialien.

## Publikationen
Über 80 Fachpublikationen, Herausgeber/Mitherausgeber von 5 Büchern, Erfinder in über 60 internationalen Patenten und Patentanmeldungen.